# Areszt Śledczy w Katowicach
 Areszt Śledczy w Katowicach – zakład penitencjarny znajdujący się w katowickiej dzielnicy Śródmieście, przy ul. Mikołowskiej 10a.

## Areszt śledczy
Katowicki Areszt Śledczy przeznaczony jest dla osób tymczasowo aresztowanych. W placówce istnieją również oddziały dla kobiet typu półotwartego oraz zamkniętego. Zakład podlega bezpośrednio Dyrektorowi Okręgowemu Służby Więziennej w Katowicach. W placówce funkcjonuje ośrodek diagnostyczny, prowadzone jest też duszpasterstwo, osadzeni uczestniczą w programie „Praca dla więźniów”. Zakład dysponuje w sumie 438 miejscami.
Pawilony katowickiego więzienia są budynkami zabytkowymi wzniesionymi przed I wojną światową (po 1878), w których funkcjonowało Pruskie Więzienie Królewskie. Najstarszy pawilon mieszkalny „D”, sąsiadujący z gmachem Sądu Okręgowego, był siedzibą pierwszego katowickiego więzienia miejskiego.

## Kierownictwo
Dyrektorem katowickiego Aresztu Śledczego jest ppłk Katarzyna Gorzkowska (2024), zastępcą dyrektora mjr Ryszard Rusnarczyk. Rzecznikiem prasowym instytucji jest por. Kamil Laskowski.